# Benty-Grange-Helm
Der Benty-Grange-Helm ist eine Schutzwaffe aus dem England der Angelsachsen um 650 n. Chr. Er wird zur Gruppe der Nordischen Kammhelme gerechnet. In Anlehnung an die Eberfigur, die den Scheitelkamm ziert, wird er auch als Eberhelm bezeichnet.

## Beschreibung

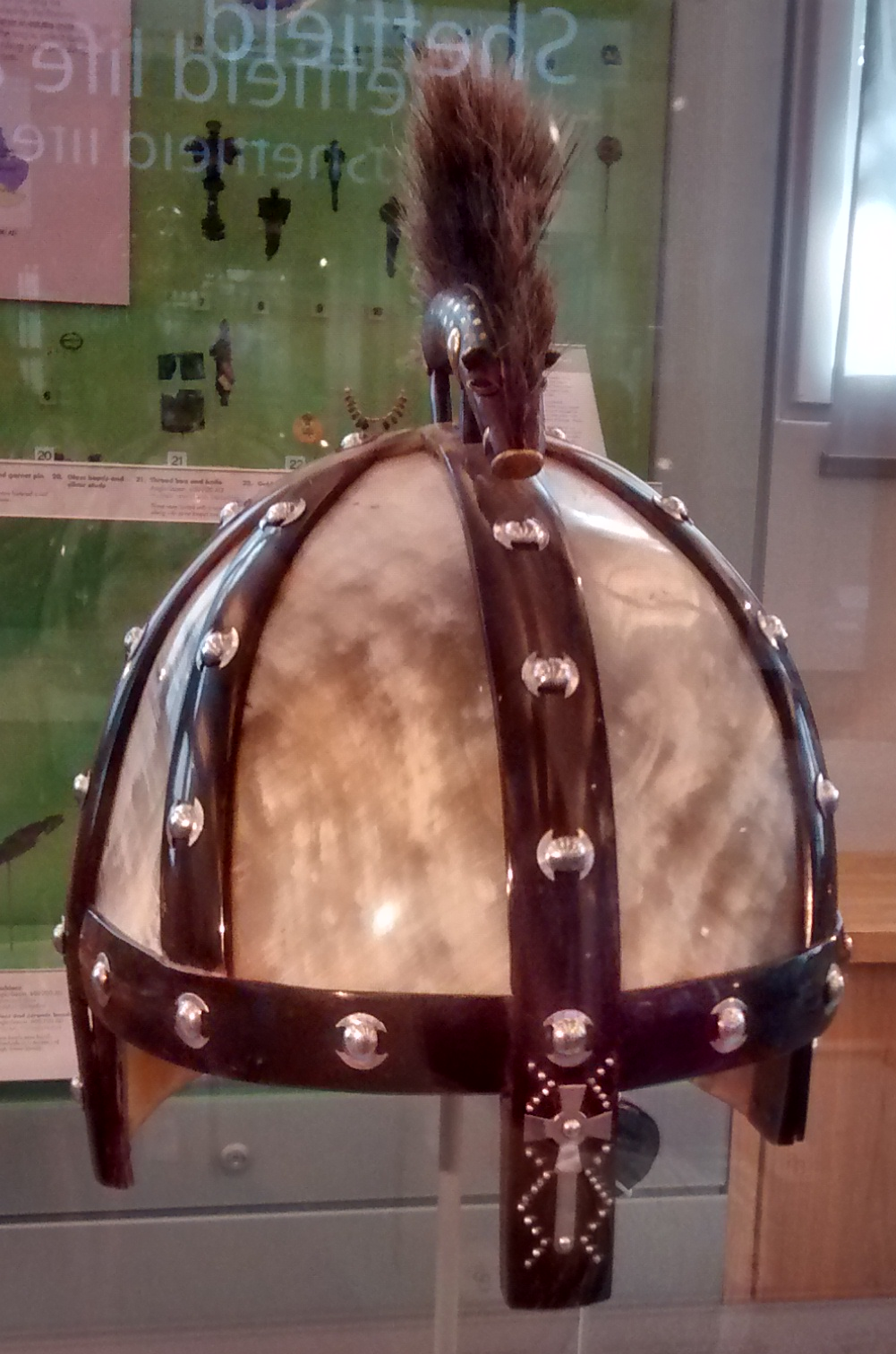
Rekonstruktion des Helms

Der Benty-Grange-Helm besteht aus Eisen. Er wurde am 3. Mai 1848 nahe dem Hof Benty Grange, südlich Monyash im Peak-District-Nationalpark gefunden.
Der Helm besteht aus acht in Kreuzform angeordneten Eisenbändern, die am Ende mit einem breiten Eisenband, das den Helmrand bildet, vernietet sind. Oben am Helm, wo sich die Helmbänder kreuzen, ist die stilisierte Figur eines Ebers aus Bronze angenietet. Am Rücken der Figur ist ein Einschnitt, in den eine Zimier aus Schweineborsten angebracht werden konnte. Die Augen des Ebers bestehen aus in Gold gefassten roten Steinen. Die Verzierungen auf den Schultern, Hauer und die punktförmigen Verzierungen auf dem Rücken und an den Seiten bestehen ebenfalls aus Gold. Die Füllungen der Leerräume zwischen den Bändern bestanden aus Horn und sind nicht erhalten.
1986 wurde eine genaue Rekonstruktion angefertigt, die heute zusammen mit dem Original im Weston Park Museum in Sheffield aufbewahrt wird.
Bisher wurden nur zwei dieser „Eberhelme“ und insgesamt vier angelsächsische Helme in England gefunden. Aufgrund ihrer Gestaltung mit der Eberfigur wird ein Bezug zur angelsächsischen Literatur hergestellt, in der solche Helme in Erzählungen und Sagen (zum Beispiel Beowulf) Erwähnung fanden. Es ist nicht gesichert, ob solche Helme im Kampfeinsatz benutzt wurden, wahrscheinlicher ist, dass sie als Parade- oder Prunkhelme dienten.